# دکستر سنت لوئیس
دکستر سنت لوئیس (انگلیسی: Dexter St. Louis؛ زادهٔ ۲۱ مارس ۱۹۶۸) یک بازیکن تنیس روی میز است.